# 游義生
游義生，字伯方，福建连江人。明朝官员。
洪武二十年，福建丁卯乡试中舉。洪武二十一年（1388年）聯捷戊辰科進士，任山东道監察御史。。
时朱元璋因读《孟子》，见其论述君臣之义，言及“土芥寇仇”，认为此言僭越，遂命文臣刘三吾领衔，删去《孟子》文字八十五条，剩余部分为《孟子节文》。洪武二十八年，《孟子节文》颁行天下。所删去的八十五条，“课试不以命题，科举不以取士”。义生等十余名谏臣上书力谏，词意激烈。朱元璋震怒，将诸人下狱。义生不屈，吞金自尽，年仅二十七。后某日，朱元璋阅览谏章，忽念及义生，欲召见，狱卒报其已死。朱元璋叹道：“噫，戆哉！”随即释放其他同案囚臣。
洪武三十年，八十五岁的刘三吾获罪戍边，“说者谓《节文》报应，岂孟子一迁怒而然哉？”
游義生入狱之际，同乡兼同学孙芝适逢考中太学生。他备了饭食，携至宫门，击鼓上奏：“臣孙芝与游义生少同学，今义生坐事，臣远来，愿进一饭尽友谊。”有司准其所请。不料孙芝抵狱时，义生已服金殒命。
十七载后，永乐九年，孙芝起复为沔阳知府，赴任前，他上书建议恢复《孟子》原文，废除通行天下十七年的《孟子节文》。明成祖采纳其议，《孟子》经典终得恢复。